# 1991 v hudbě
Tento článek obsahuje události související s hudbou, které proběhly v roce 1991.

## Události
- V Manchesteru vznikla rocková skupina Oasis.
- V Rovaniemi vznikla heavy rocková kapela Lordi.
- V Helsinkách vznikla lovemetalová kapela HIM.

## Zemřeli
- 20. dubna – Steve Marriott
- 28. září – Miles Davis
- 24. listopadu – Freddie Mercury
- 24. listopadu – Eric Carr

## Alba
- domácí
  - Kabát – Má ji motorovou
  - Ladislav Křížek – Zlatej chlapec
  - Orlík – Demise
  - Oceán – Pyramida snů
  - Petr Skoumal – Kdyby prase mělo křídla
  - Spirituál kvintet – Hallelu!

- zahraniční
  - John Cale – Paris s'eveille – suivi d'autres compositions
  - DJ Quik – Quik is the Name
  - Kraftwerk – The Mix
  - Naughty by Nature – Naughty by Nature
  - Nirvana – Nevermind
  - NWA – EFIL4ZAGGIN
  - Dead Can Dance – A Passage in Time
  - Guns N' Roses – Use Your Illusion I
  - Guns N' Roses – Use Your Illusion II
  - R.E.M. – Out of Time
  - Roger – Bridging the Gap
  - Soundgarden – Badmotorfinger
  - Todd Rudgren – 2nd Wind
  - Mike Oldfield – Heaven's Open
  - Bonnie Tyler – Bitterblue
  - Metallica – Metallica (Black Album)
  - Ozzy Osbourne – No More Tears
  - Waltari – Monk Punk
  - King Crimson – Heartbeat: The Abbreviated King Crimson
  - King Crimson – Frame by Frame: The Essential King Crimson
  - Red Hot Chili Peppers – Blood Sugar Sex Magik
  - Shakira – Magía
  - Queen – Innuendo
  - Neil Sedaka – Timeless - The Very Best Of Neil Sedaka
  - Paul Simon – Concert in the Park
  - Simply Red - Stars
  - Skid Row – Slave to the Grind
  - Sublime – Jah Won't Pay the Bills
  - Testament – Souls of Black
  - A Tribe Called Quest – The Low End Theory
  - U2 – Achtung Baby
  - V.A. – Boyz 'N' The Hood OST
  - V.A. – The Commitments OST
  - V.A. – The Doors OST
  - V.A. – New Jack City OST

## Hity
- domácí
  - „Zelená“ – Tři sestry
  - „Souměrná“ – Bára Basiková
  - „Čas sluhů” – ZOO
  - „Je to vo hviezdach“ – Pavol Habera
  - „Tak mi to teda nandey“ – Wanastowi Vjecy
  - „Kladno“ – Yo Yo Band
  - „Láska necestuj tým vlakom“ – Pavol Habera
  - „Malagelo“ – Ivan Hlas
  - „O lásce“ – Iveta Bartošová
  - „Šrouby do hlavy“ – Lucie
  - „S nohami na stole“ – Peter Nagy
  - „Sestrička z Kramárov“ – Elán
  - „Bosorka“ – Elán
  - „Ne, teď ne“ – Mňága a Žďorp
  - „Výhledově“ – Mňága a Žďorp
  - „Prázdná ulice“ – Oceán
  - „Čo s tým“ – Team
  - „Ženská menom panika“ – Team
  - „Zkamenělý dítě“ – Lucie
  - „Má ji motorovou“ – Kabát
  - „Nejde vrátit čas“ – Kreyson
  - „Podvod“ – Jan Nedvěd
  - „Právě začínáme“ – Michal David

- zahraniční
  - „Everything I Do I Do It for You“ – Bryan Adams
  - „Walking in Menphis“ – Marc Corn
  - „More Than Words“ – Extreme
  - „Wicked Game“ – Cris Issak
  - „I Wanna be Your Man“ – Roger
  - „Mind Playing Tricks On Me“ – Geto Boys
  - „New Jack Hustler“ – Ice T
  - „I'm Dreamin'“ – Christpher Williams
  - „Losing My Religion“ – R.E.M.
  - „Smells Like Teen Spirit“ – Nirvana
  - „I'm too Sexy“ – Right Said Fred
  - „Saltwater“ – Julian Lennon
  - „Pandora's Box“ – O.M.D.
  - „The Show Must Go On“ – Queen
  - "Twist and Shout" – Deacon Blue
  - "Unbelievable" – EMF
  - "Under the Bridge" – Red Hot Chili Peppers
  - "Unfinished Sympathy" – Massive Attack
  - "Unforgettable" – Natalie Cole & Nat King Cole
  - "What Do I Have to Do" – Kylie Minogue
  - "What Time Is Love?" – The KLF
  - "What Comes Naturally" – Sheena Easton
  - "When Something Is Wrong with My Baby" – John Farnham + Jimmy Barnes
  - "When You Tell Me That You Love Me" – Diana Ross
  - "Where Does My Heart Beat Now" – Celine Dion
  - "Where the Streets Have No Name (I Can't Take My Eyes off You)" – Pet Shop Boys
- "Wildside" – Marky Mark and the Funky Bunch
  - „Shoop Shoop Song (It's in His Kiss)“ – Cher
  - „Enter Sandman“ – Metallica
  - „You Could Be Mine“ – Guns N' Roses
  - „The Fly – U2
  - „Rush Rush“ – Paula Abdul

## Top hits
- „Alive“ – Pearl Jam
- „All The Man That I Need“ – Whitney Houston
- „American Music“ – The Violent Femmes
- „Baby Baby“ – Amy Grant
- „Black or White“ – Michael Jackson
- „Bohemian Rhapsody / These Are the Days of Our Lives“ – Queen
- „Bring the Noise“ – Public Enemy a Anthrax
- „Can't Stop This Thing We Started“ – Bryan Adams
- „Can't Let Go“ – Mariah Carey
- „Chorus“ – Erasure
- „Close My Eyes“ – Marillion
- „Coming Out of the Dark“ – Gloria Estefan
- „Désenchantée“ – Mylène Farmer
- „Do You Remember“ – Phil Collins
- „Do Anything“ – Natural Selection
- „Don't Cry“ – Guns N' Roses
- „Emotions“ – Mariah Carey
- „Enter Sandman“ – Metallica
- „Every Heartbeat“ – Amy Grant
- „Everything I Do (I Do It For You)“ – Bryan Adams
- „Fall At Your Feet“ – Crowded House
- „Get Here“ – Oleta Adams
- „Get The Funk Out“ – Extreme
- „The Globe“ – Big Audio Dynamite II
- „Gonna Make You Sweat (Everybody Dance Now)“ – C&C Music Factory
- „Good For Me“ – Amy Grant
- „Good Times“ – INXS and Jimmy Barnes
- „Gypsy Woman (She's Homeless) – Crystal Waters
- „Holding On“ – Beverley Craven
- „Innuendo“ – Queen

- „I Can't Make You Love Me“ – Bonnie Raitt
- „I Don't Wanna Cry“ – Mariah Carey
- „I Touch Myself“ – Divinyls
- „It's in His Kiss (The Shoop Shoop Song)“ – Cher
- „Let's Talk About Sex“ – Salt-N-Pepa
- „Live And Let Die“ – Guns N' Roses
- „Feed My Frankenstein“ – Alice Cooper
- „Live For Loving You“ – Gloria Estefan
- „Losing My Religion“ – R.E.M.
- „Love To Hate You“ – Erasure
- „Love Will Never Do (Without You)“ – Janet Jacksonová
- „More Than Words“ – Extreme
- „Motownphily“ – Boyz II Men
- „Mysterious Ways“ – U2
- „One“ – U2
- „Poundcake“ – Van Halen
- „Radio Song“ – R.E.M.
- „Right Now“ – Van Halen
- „Right Here, Right Now“ – Jesus Jones
- „Rescue Me“ – Madonna
- „Romantic“ – Karyn White
- „Rush“ – Big Audio Dynamite II
- „Rush Rush“ – Paula Abdul
- „Sexuality“ – Billy Bragg
- „Shameless“ – Garth Brooks
- „Shiny Happy People“ – R.E.M.
- „Sit Down“ – James
- „Smells Like Teen Spirit“ – Nirvana
- „Someday“ – Mariah Carey
- „Something To Talk About“ – Bonnie Raitt
- „Temptation“ – Corina
- „That's What Love Is For“ – Amy Grant
- „The Show Must Go On“ – Queen
- „There's No Other Way“ – Blur
- „Top of the World“ – Van Halen
- „Touch Me (All Night Long)“ – Cathy Dennis
- „Train in Vain (Stand By Me)“ – The Clash
- „Twist and Shout“ – Deacon Blue
- „Under the Bridge“ – Red Hot Chili Peppers
- „Walking in Memphis“ – Marc Cohn
- „When Something's Wrong with My Baby“ – John Farnham + Jimmy Barnes
- „Who Said I Would“ – Phil Collins
- „When a Man Loves a Woman“ – Michael Bolton
- „Where Does My Heart Beat Now“ – Celine Dion
- „Wicked Game“ – Chris Isaak
- „Violent Blue“ – Chagall Guevara
- „You Could Be Mine“ – Guns N' Roses
- „No More Tears“ – Ozzy Osbourne